# Passerelle himalayenne des gorges du Lignon
La passerelle himalayenne des gorges du Lignon est une passerelle himalayenne de France située en Auvergne-Rhône-Alpes, dans la Haute-Loire, au-dessus du Lignon du Velay, entre les communes de Saint-Maurice-de-Lignon et Grazac. Elle est inaugurée le 15 avril 2022 comme étant la plus longue passerelle himalayenne de France à cette date, avec ses 268 mètres de longueur.

## Description
Le coût du projet avoisine les 1,5 million d'euros, financés par l'Union européenne, l'État, la région, le département et la communauté de communes des Sucs. Après deux semaines d'ouverture, la passerelle est empruntée par 30 000 personnes.

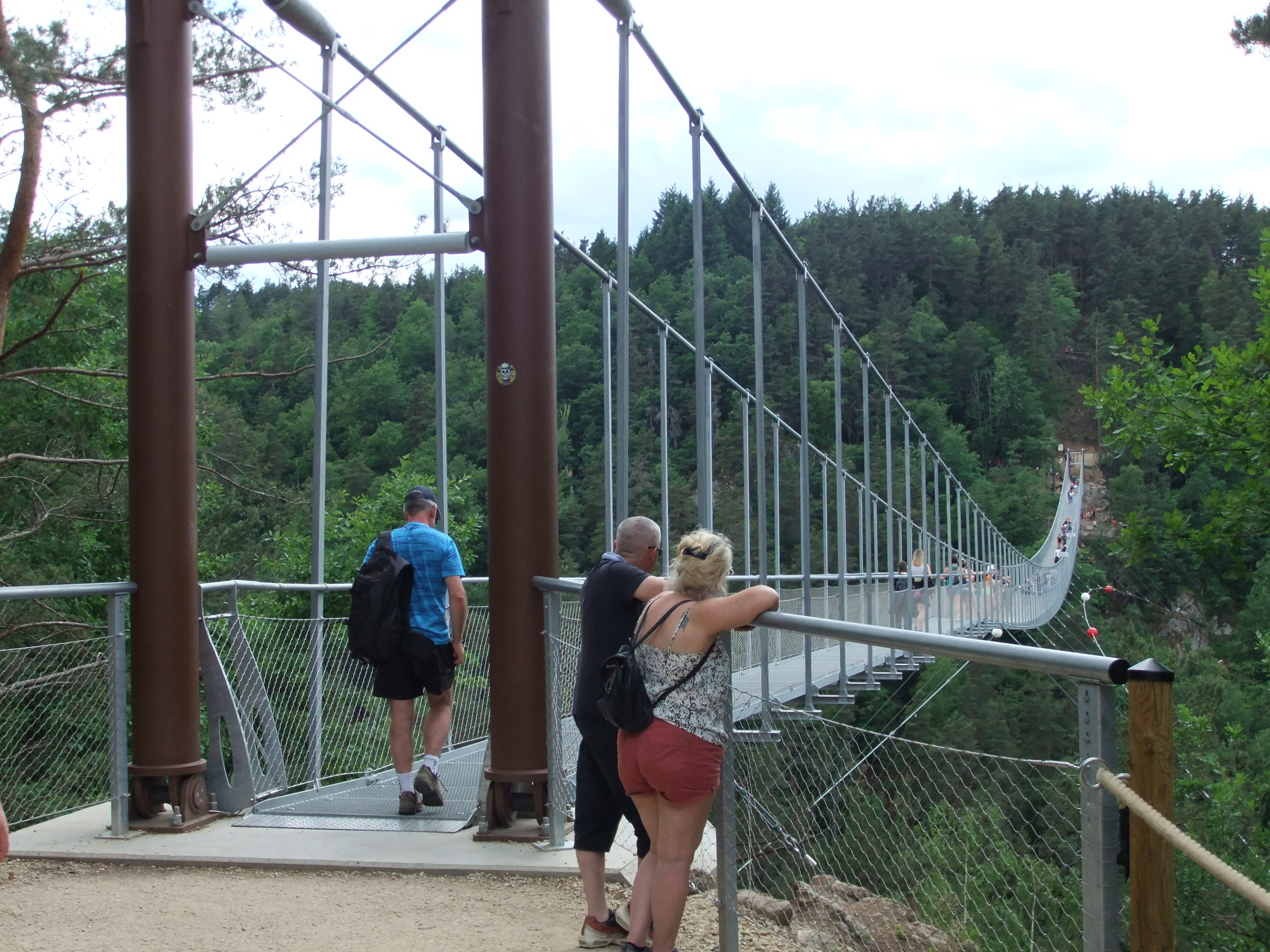
La passerelle coté accès ouest
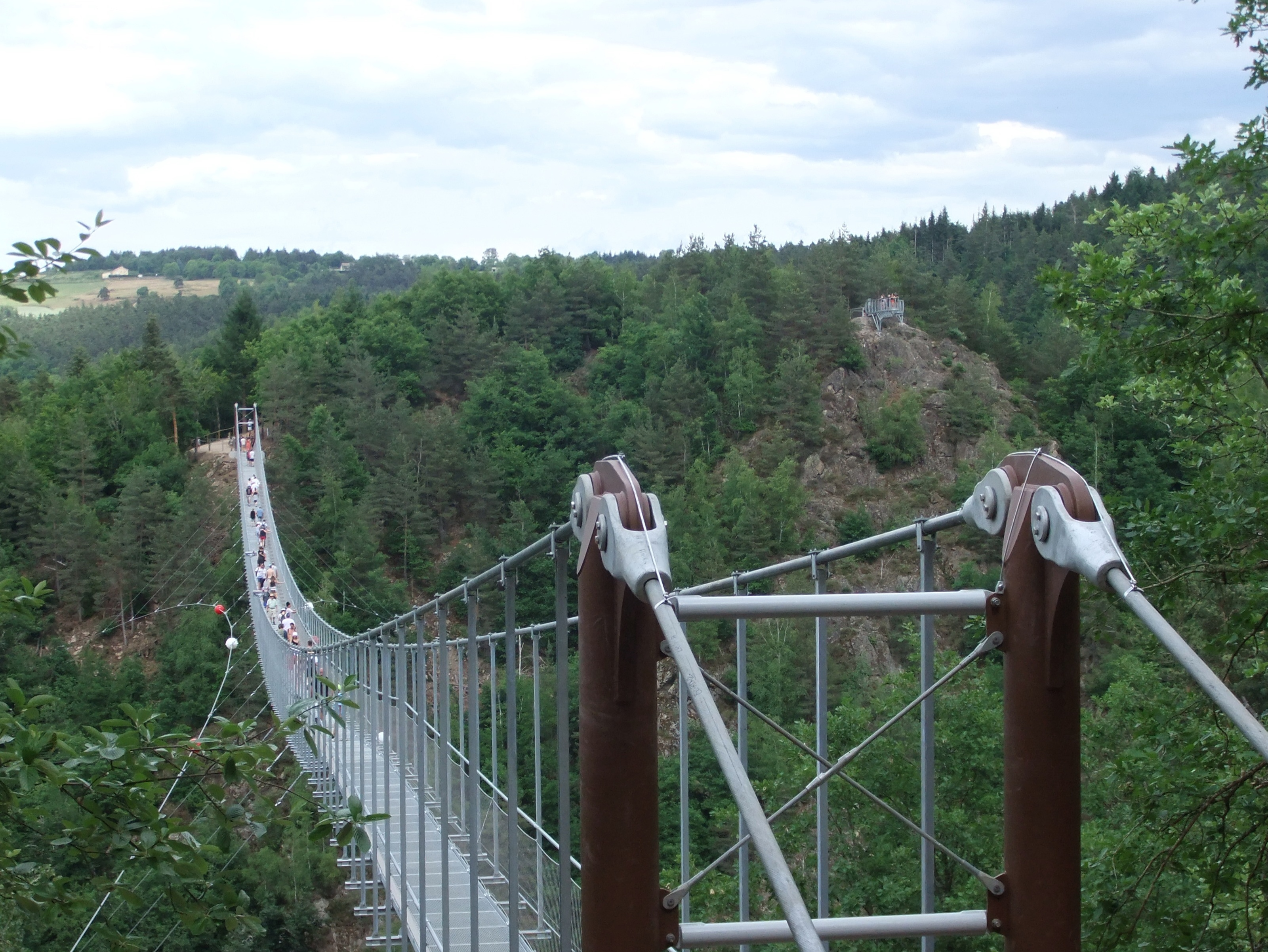
La passerelle et le belvédère
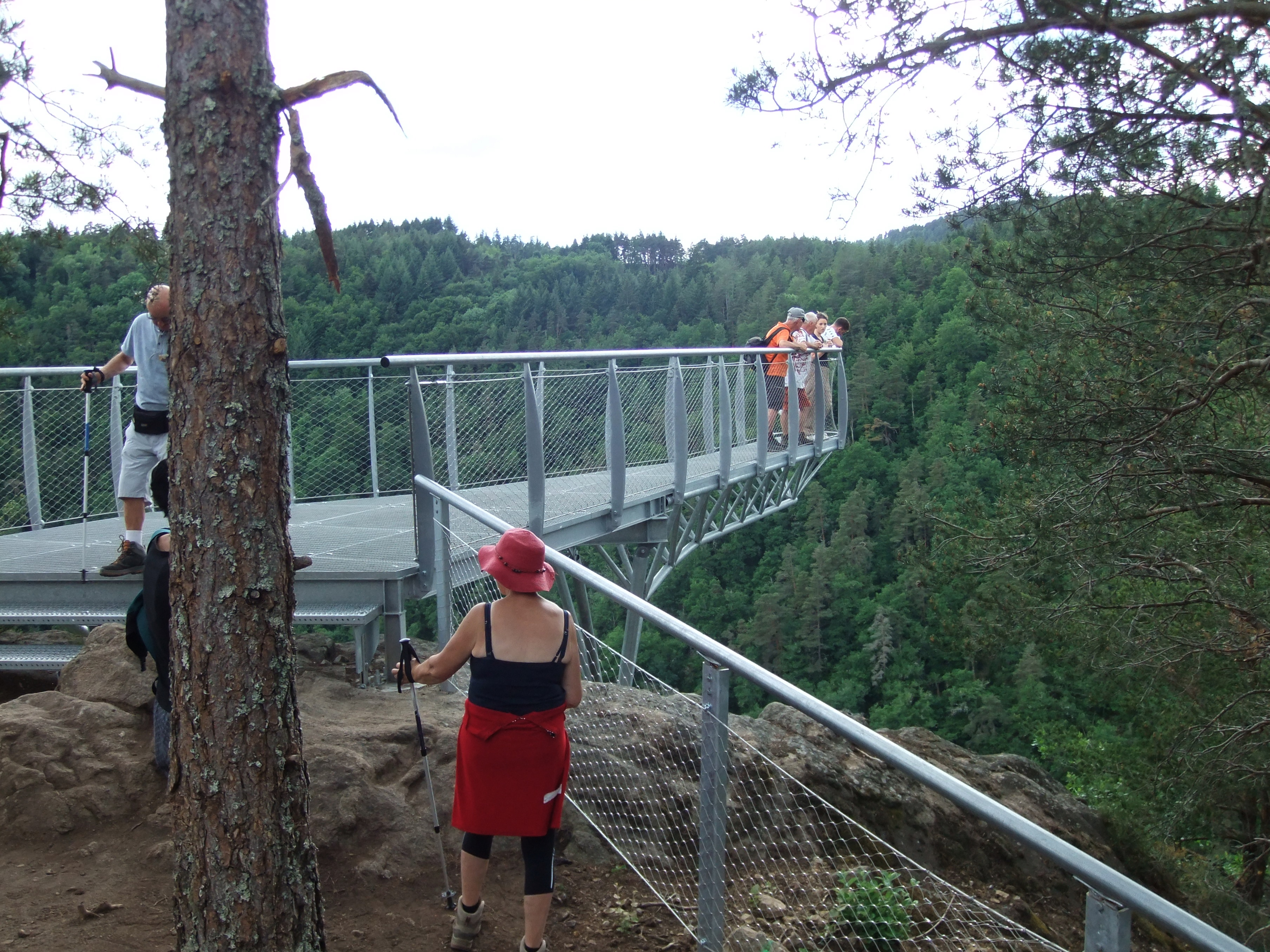
Le belvédère du Lignon